# Vincennes (Schiff, 1985)
Die USS Vincennes (CG-49) war ein Lenkwaffenkreuzer der Ticonderoga-Klasse der United States Navy. Von diesem Kreuzer aus wurde am 3. Juli 1988 ein mit 290 Zivilisten besetzter iranischer Airbus A300 (Iran-Air-Flug 655) abgeschossen.

## Geschichte

### Bau
Die Vincennes wurde 1981 als dritte Einheit ihrer Klasse genehmigt. 1982 erfolgte die Kiellegung des Schiffes bei Ingalls Shipbuilding, 1984 lief der Kreuzer vom Stapel. Mrs. Marilyn Quayle, Ehefrau von Dan Quayle, dem damaligen Senator von Indiana und späteren Vizepräsident der Vereinigten Staaten, taufte das Schiff nach der Schlacht von Vincennes aus dem Amerikanischen Unabhängigkeitskrieg.

### Fahrten

#### Erste Fahrten
Die Vincennes war der erste Aegis-Kreuzer im Pazifik. Ihr erster Einsatz war die Teilnahme an der Übung RIMPAC, 1986 fuhr das Schiff außerdem im Indischen Ozean mit Carl Vinson und New Jersey. Es wurden Übungen mit den japanischen Selbstverteidigungsstreitkräften und der Royal Australian Navy abgehalten.
Nachdem die Samuel B. Roberts im April 1988 während der Operation Earnest Will auf eine Seemine lief musste die Vincennes ihre Teilnahme an der laufenden Übung Fleet Exercise 88-1 abbrechen. Nur einen Monat später befand sich der Kreuzer im Persischen Golf, um den Transport der Roberts auf der Mighty Servant 2 durch die Straße von Hormuz zu beschützen.

#### Abschuss des Airbus
Um die Sicherheit für ihre Öllieferungen zu gewährleisten, hatten die Vereinigten Staaten im Rahmen der Operation Earnest Will 1988 Teile ihrer 5. Flotte in den Persischen Golf verlegt.
Am 3. Juli 1988 hielt sich die USS Vincennes in iranischen Hoheitsgewässern auf und war zum Zeitpunkt des Flugzeug-Abschusses in ein Abwehr-Gefecht mit iranischen Kanonenbooten verwickelt. In dieser Situation wurde Iran-Air-Flug 655 vom Aegis-Kampfsystem der USS Vincennes fälschlicherweise als iranische F-14 Tomcat identifiziert. Nachdem das Flugzeug dann, angeblich nach einer Aegis-System-Meldung, schnell tiefer und auf Abfangkurs gegangen sein soll, entschied der führende Offizier William C. Rogers III, zwei Boden-Luft-Raketen auf das Flugzeug abzufeuern. Diese trafen den Passagierjet und zerstörten ihn völlig. Alle 275 Passagiere, darunter 66 Kinder, und 15 Besatzungsmitglieder an Bord kamen um.
Nach der offiziellen Untersuchung wurde William Rogers von George H. W. Bush 1990 mit dem Legion-of-Merit-Orden „für außerordentliche Pflichterfüllung im Einsatz“ ausgezeichnet. Die anderen Offiziere, die in den Prozess der Entscheidung miteinbezogen waren, das Flugzeug abzuschießen, wurden alle ein letztes Mal befördert. Die offizielle Haltung der Navy lautete, dass die Crew der USS Vincennes in Anbetracht der Lage angemessen reagiert habe; inoffiziell wurde sie jedoch von Seiten anderer Schiffsbesatzungen, die ebenfalls am Gefecht mit den iranischen Booten teilnahmen, wegen ihres zu aggressiven Vorgehens kritisiert.
Die Vincennes verließ den Golf nach dem Zwischenfall, ihre Position wurde vom älteren Leahy-Kreuzer Halsey übernommen.

#### Außerdienststellung
Die Vincennes wurde 2005 in San Diego außer Dienst gestellt. Grund für die frühe Außerdienststellung war das veraltete Waffensystem. Anders als die neueren Ticonderogas besitzt die Vincennes kein Vertical Launching System, sondern zwei Mk 26 Doppelarmstarter. Da die passenden Raketen hierfür nicht mehr vorgehalten werden sollten, wurde die Vincennes praktisch wehrlos und deshalb deaktiviert. Im November 2010 wurde sie von Bremerton (Naval Inactive Ships Maintenance Facility, Naval Base Kitsap) durch den Panamakanal zu den Abwrackwerften in Brownsville zur Verschrottung geschleppt. Am 23. November 2011 war die Verschrottung der Vincennes abgeschlossen.